# شناسنامه‌دار کردن جانوران

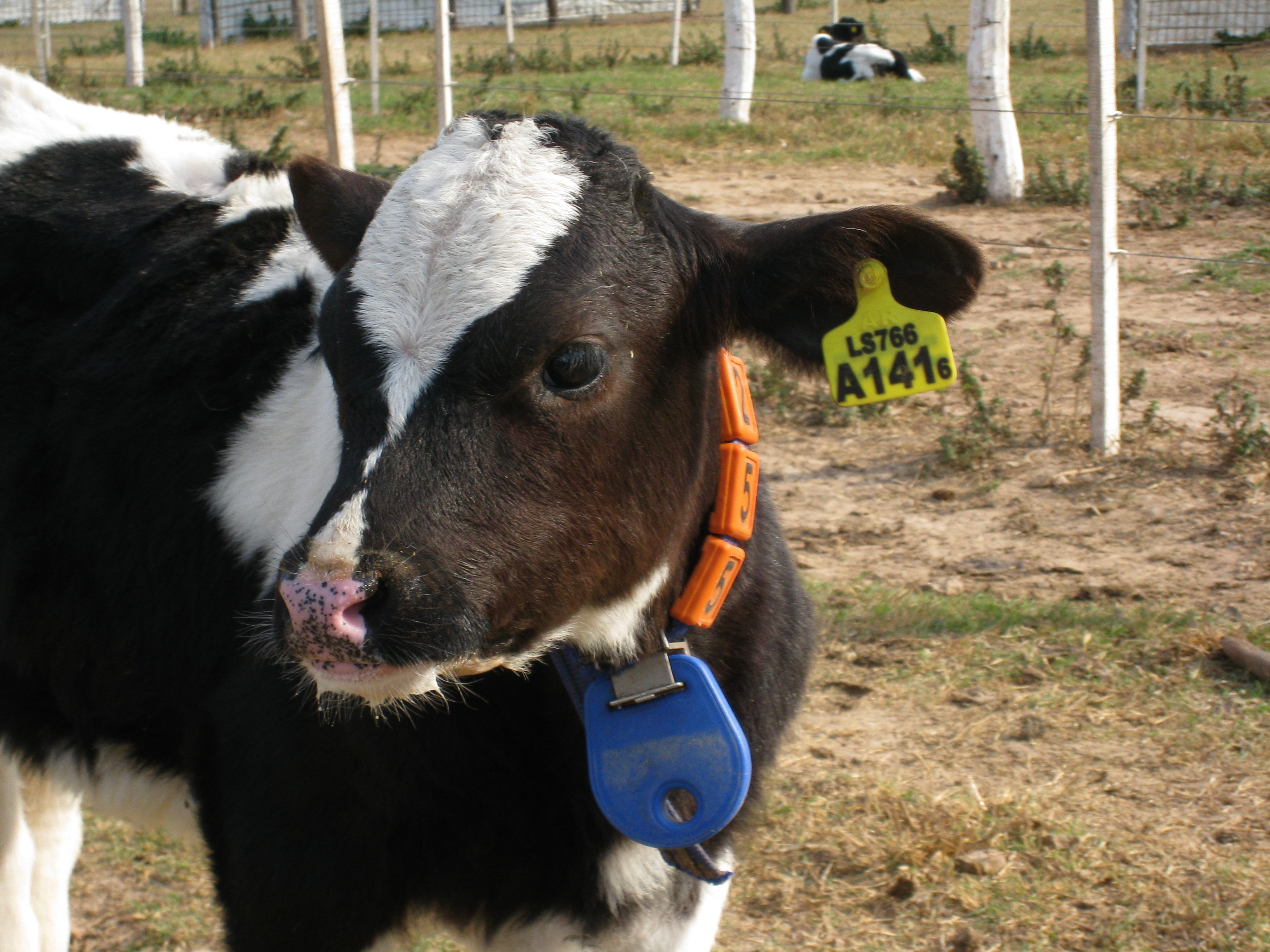
گوساله با برچسب گوش و فرستنده شناسایی شد

شناسنامه‌دار کردن جانوران یا شناسنامه‌دار کردن حیوانات (به انگلیسی: Animal identification) با استفاده از ابزار نشانه‌گذاری فرآیندی است که برای شناسایی و ردیابی جانوران خاص انجام می‌شود. این کار به دلایل مختلفی از جمله تأیید مالکیت، کنترل امنیت زیستی و ردیابی برای هدف‌های پژوهشی یا کشاورزی انجام می‌شود.

## تاریخچه
همان‌طور که در قانون حمورابی آمده است، شناسنامه‌دارکردن فردی جانوران با استفاده از نشانه‌گذاری روی بدن برای بیش از ۳۸۰۰ سال انجام شده است. نخستین سیستم‌های شناسایی رسمی تا سدهٔ هجدهم ثبت شده‌اند. به عنوان مثال در اروگوئه در آن زمان ثبت نام‌های تجاری داغ وجود داشت.

## روش‌ها

### پرندگان
- حلقه‌های پا
- برچسب‌های بال
- کاشت میکروچیپ (طوطی)
- دورسنجی (پرندگان بازداری)

### گوسفند
- فریز کردن نام تجاری
- نام تجاری (آهن داغ)
- یقه
- گوش‌نشانه‌گذاری
- برچسب‌های گوش (غیرالکترونیکی)
- برچسب‌های گوش (الکترونیکی)
- رنگ نیمه‌دائمی

### خوک‌ها
- یقه (الکترونیکی و غیرالکترونیکی)
- گوش‌نشانه‌گذاری
- برچسب‌های گوش (غیرالکترونیکی)
- برچسب‌های گوش (الکترونیکی)
- رنگ نیمه‌دائمی
- خال‌کوبی (به خال‌کوبی حیوانات مراجعه کنید)

### اسب‌ها
- یقه (غیرالکترونیکی)
- نام تجاری (آهن داغ)
- نام تجاری (فریز)
- کاشت میکروچیپ
- خال‌کوبی لب

### گاو
- خلخال
- نام تجاری (فریز)
- نام تجاری (آهن داغ)
- یقه (الکترونیکی و غیرالکترونیکی)
- گوش‌نشانه‌گذاری
- برچسب‌های گوش (غیرالکترونیکی)
- برچسب‌های گوش (الکترونیکی)
- بولوس شکمبه (الکترونیکی)
- زنگ گاوچران

### سگ‌ها
- یقه
- کاشت میکروچیپ
- خال‌کوبی

### موش‌های آزمایشگاهی
- گوش‌نشانه‌گذاری (بریدگی یا پانچ)
- برچسب‌های گوش (نیکل، مس یا برچسب‌های بارکد دو بعدی قابل اسکن)
- ایمپلنت‌های ریزتراشه
- رنگ‌کردن مو
- قیچی انگشت پا [note 1]
- خال‌کوبی دستی (دم، کف پا یا گوش)
- خال‌کوبی خودکار دم[۳]

### ماهی
- ایمپلنت‌های ریزتراشه
- قیچی باله
- برچسب سیمی کددار
- ترانسپوندر یکپارچه غیرفعال
- برچسب آکوستیک
- الاستومر دیداری ایمپلنت (VIE)

### پستانداران دریایی
- فرستنده‌ها
- برچسب‌های چسب

### دوزیستان
- ایمپلنت‌های ریزتراشه
- بریده انگشتان پا
- ترانسپوندر یکپارچه غیرفعال
- الاستومر دیداری ایمپلنت (VIE)[۴]

### بی‌مهرگان
- برچسب‌های چسبنده
- رنگ نیمه‌دائمی